# Wizards in Winter
Wizards in Winter est un morceau instrumental du Trans-Siberian Orchestra sorti sur leur album The Lost Christmas Eve en 2004.
Cette composition a été interprétée en 2005 par l'ingénieur électricien américain Carson Williams, qui a synchronisé les lumières de sa maison, ainsi que ses décorations de Noël, avec le concerto. Le soir venu, n'importe quel passant pouvait assister au spectacle en branchant son autoradio sur la fréquence indiquée. Le spectacle a demandé deux mois de réalisation et 3000 ampoules. Par la suite, de nouvelles versions apparurent, ainsi qu'un AMV (Anime Music Video).